# Anello degli endomorfismi
In matematica, gli endomorfismi di un gruppo abeliano G formano un anello. Questa struttura algebrica viene detta anello degli endomorfismi (abbr: ER) di G, con la notazione (End(G), ∘, + ); dove End(G) è l'insieme degli omomorfismi di G in sè ed ha struttura di monoide con notazione (End(G), ∘ , id ). L'addizione di endomorfismi si effettua in modo punto-punto e la moltiplicazione tramite  composizione di endomorfismi. Utilizzando queste operazioni, l'insieme degli endomorfismi di un gruppo abeliano forma un anello unitario, con l'endomorfismo zero {\textstyle 0_{\operatorname {End} (G)}}  come neutro additivo e la funzione identità {\textstyle \operatorname {id} =1_{\operatorname {End} (G)}} come neutro moltiplicativo.
Le funzioni coinvolte sono limitate a ciò che nel contesto viene definito omomorfismo, cioè dipende dalla categoria dell'oggetto in esame. L'anello degli endomorfismi di conseguenza indica diverse proprietà interne dell'oggetto. Spesso l'oggetto risultante è un'algebra su qualche anello R, questa può anche essere chiamata algebra dell'endomorfismo.
Un gruppo abeliano è isomorfo alla struttura algebrica di un modulo sull'anello degli interi ℤ, che è l'oggetto iniziale nella categoria degli anelli. In modo simile, se R è un anello commutativo, allora è isomorfa (stessi assiomi e derivazione) agli endomorfismi di un R-modulo e formano un'algebra su R. In particolare, se R è un campo, i suoi moduli M sono gli spazi vettorial e l'anello degli endmorfismi di ogni modulo è un'algebra su campo R.

## Definizione
Sia (G, +) un gruppo abeliano con operazione + e consideriamo l'insieme degli omomorfismi da G a G. Cioè 
{\displaystyle \operatorname {End} (G)=\{\varphi :G\rightarrow G\ |\ \varphi (x\circ y)=\varphi (x)\circ \varphi (y),\quad \forall x,y\in G\}}
tale insieme con l'operazione binaria di composizione ha struttura algebrica di monoide, cioè un semigruppo con identità:
- operazione interna

{\displaystyle {\begin{aligned}\varrho \circ \varphi :G&\longrightarrow G\ \qquad \forall \varrho ,\varphi \in \operatorname {End} (G)\\g&\longmapsto \varphi \left(\varrho (g)\right)\\\end{aligned}}}
- associativa

{\displaystyle (\varrho \circ \varphi )\circ \varsigma =\varrho \circ (\varphi \circ \varsigma )\qquad \forall \varrho ,\varphi ,\varsigma \in \operatorname {End} (G)}
- endomorfismo neutro rispetto ∘ o identità

{\displaystyle {\begin{aligned}\operatorname {id} ={\operatorname {1} }_{\operatorname {End} (G)}\ :G&\longrightarrow G\ \\g&\longmapsto g\\\end{aligned}}}
che si denota con {\displaystyle \left(\operatorname {End} (G),\ \circ ,\ \operatorname {id} \right)}. Un endomorfismo invertibile viene detto automorfismo. Quindi  {\displaystyle \operatorname {Aut} (G)\ \subseteq \ \operatorname {End} (G).} Essendo G abeliano, definiamo una seconda operazione detta addizione di due di questi omomorfismi puntualmente per produrre un altro omomorfismo di gruppo. Esplicitamente: 
- operazione interna

{\displaystyle {\begin{aligned}\varrho \ +\varphi \ :G&\longrightarrow G\ \qquad \forall \varrho ,\varphi \in \operatorname {End} (G)\\g&\longmapsto (\varrho \ +\ \varphi )(g)=\varrho (g)+\ \varphi (g)\\g&\longmapsto (g)(\varrho \ +\ \varphi )=(g)\varrho +\ (g)\varphi \\\end{aligned}}}
dove abbiamo utilizzato le due notazioni possibili. Anche se sembra più naturale, generalmente scrivere le nostre funzioni con la notazione destra nelle situazioni in cui l'operazione ha maggiore importanza. 
- associativa

{\displaystyle (\varrho +\varphi )+\varsigma =\varrho +(\varphi +\varsigma )\qquad \forall \varrho ,\varphi ,\varsigma \in \operatorname {End} (G)}
- commutativa

{\displaystyle \varrho +\varphi =\varphi +\varrho \qquad \forall \varrho ,\varphi \in \operatorname {End} (G)}
- endomorfismo neutro rispetto +

{\displaystyle {\begin{aligned}{\operatorname {0} }_{\operatorname {End} (G)}\ :G&\longrightarrow G\ \\g&\longmapsto e_{G}\\\end{aligned}}}
- endomorfismo opposto

{\displaystyle \exists '\quad \varphi ^{-1}\ :G\longrightarrow G\ \qquad \varphi ^{-1}+\varphi =\varphi +\varphi ^{-1}={\operatorname {0} }_{\operatorname {End} (G)}}
Sotto questa operazione End(G) ha struttura algebrica di gruppo abeliano. Insieme all'operazione di composizione, End(A) ha la struttura algebrica di anello con elemento neutro nella composizione o anello unitario di endomorfismi in G. Cioè gli assiomi:
- Gruppo abeliano {\displaystyle {\left(\operatorname {End} (G),+\right)}_{A}}
- Monoide {\displaystyle \left(\operatorname {End} (G),\ \circ ,\ \operatorname {id} \right)}
- Distributività destra e sinistra

{\displaystyle {\begin{aligned}\varphi \circ (\varrho +\varsigma )&=\varphi \circ \varrho +\varphi \circ \varsigma \qquad \forall \varrho ,\varphi ,\varsigma \in \operatorname {End} (G)\\(\varrho +\varsigma )\circ \varphi &=\varrho \circ \varphi +\varsigma \circ \varphi \\\end{aligned}}}
Se l'insieme G non è un gruppo abeliano, allora la costruzione di cui sopra non è necessariamente additiva, cioè la somma di due omomorfismi non necessariamente è un omomorfismo. Questo insieme di endomorfismi è un esempio canonico di un quasi-anello che non è un anello.

## Proprietà
- Gli anelli di endomorfismi hanno sempre l'elemento neutro per le due operazioni di addizione e moltiplicazione, rispettivamente sono la trasformazione zero e quella di identità, in notazione:
{\displaystyle {\begin{aligned}0_{\operatorname {End} (G)}&:x\mapsto 0_{G}\\1_{\operatorname {End} (G)}&:x\mapsto x\\\end{aligned}}}
dove {\displaystyle 0_{G}} è l'elemento neutro del gruppo {\displaystyle \left(G,\ +\right)}.
- Sono associativi, ma di solito non-commutativi.
- Se un modulo è semplice, allora il suo ER viene detto anello di divisione (anche detto lemma di Schur).[4]
- Un modulo è incomponibile se e solo se il suo ER non contiene elementi idempotenti non banali.[5] Se il modulo è iniettivo, allora l'essere incomponibile equivale a dire che l'ER è un anello locale.[6]
- Per un modulo semisemplice, l'ER è un anello regolare di von Neumann.
- L'ER di un modulo uniseriale destro non nullo ha uno o due ideali destri massimi. Se il modulo è Artiniano, Noetheriano, proiettivo o iniettivo, allora l'ER ha un unico ideale massimale, quindi è un anello locale.
- L'ER di un modulo uniforme Artiniano è un anello locale.[7]
- L'ER di un modulo con lunghezza di composizione finita è un anello semiprimario.
- L'ER di un modulo continuo o discreto è un anello pulito.[8]
- Se un R modulo è generato finitamente e proiettivo (cioè un progeneratore), allora l'ER del modulo ed R hanno tutti proprietà d'invarianza di Morita. Un risultato importante della teoria di Morita è che tutti gli anelli equivalenti a R nascono come anelli di endomorfismo dei progeneratori.

## Esempi
- Nella categoria degli R-moduli, l'ER di un R-modulo M utilizzerà solo l'R-Omomorfismo di moduli, che sono tipicamente un sottoinsieme proprio degli omomorfismi del gruppo abeliano.[postille 1]Se M è un modulo proiettivo con generatori finiti, l'ER è centrale quando si considera l'equivalenza di Morita nella categoria dei moduli.

- Se {\displaystyle A} è un gruppo abeliano, si ha un isomorfismo del tipo 
{\displaystyle \mathrm {M} _{n}(\operatorname {End} (A))\cong \operatorname {End} (A^{n})}
poiché qualsiasi matrice in {\displaystyle \mathrm {M} _{n}(\operatorname {End} (A))} conserva una struttura di omomorfismo naturale di {\displaystyle A^{n}} come segue: 
{\displaystyle {\begin{pmatrix}\varphi _{11}&\cdots &\varphi _{1n}\\\vdots &&\vdots \\\varphi _{n1}&\cdots &\varphi _{nn}\end{pmatrix}}\ {\begin{pmatrix}a_{1}\\\vdots \\a_{n}\end{pmatrix}}\ =\ {\begin{pmatrix}\sum _{i=1}^{n}\varphi _{1i}(a_{i})\\\vdots \\\sum _{i=1}^{n}\varphi _{ni}(a_{i})\end{pmatrix}}.}

È possibile utilizzare questo isomorfismo per costruire ER non commutativi. Per esempio:
{\displaystyle \operatorname {End} (\mathbb {Z} \times \mathbb {Z} )\cong \mathrm {M} _{2}(\mathbb {Z} )}, essendovi {\displaystyle \operatorname {End} (\mathbb {Z} )\cong \mathbb {Z} }.
Inoltre, quando R è un campo ({\displaystyle R=K}), esiste un isomorfismo canonico {\displaystyle \operatorname {End} (K)\cong K}, tale che {\displaystyle \operatorname {End} (K^{n})\cong \mathrm {M} _{n}(K)}, cioè, l'ER di un {\displaystyle K}-spazio vettoriale coincide con l'anello delle matrici n * n i cui elementi stanno in {\displaystyle K}. Più in generale, l'algebra dell'endomorfismo del modulo libero {\displaystyle M=R^{n}} coincide in modo naturale con le matrici {\displaystyle n}*{\displaystyle n} i cui elementi stanno nell'anello {\displaystyle R}.
- Come esempio particolare dell'ultimo punto, per qualsiasi anello R con unità, si considera End(RR) = R, dove gli elementi di R agiscono su R tramite moltiplicazione sinistra.

- In genere, l'ER può essere definito per gli oggetti di qualsiasi categoria pre-additiva.